# Kraburi
Il fiume Kraburi (in lingua thai: แม่น้ำกระบุรี, RTGS: Mae Nam Kraburi, IPA: mɛ̂ːnáːm kraʔbuˈrīː; in lingua birmana: မြစ်ကြီးနား, trascrizione BGN/PCGN: myitkyina, fiume Kyan), chiamato in Thailandia anche Kra e Chan, è il fiume che segna il confine più meridionale tra la Birmania e la Thailandia. È lungo 60 km e si getta nelle acque del Mare delle Andamane.
Nasce dai Monti del Tenasserim nei pressi dell'omonima cittadina di Kraburi, nella zona conosciuta come istmo di Kra, e si snoda tra i suddetti monti. Sulle rive del suo estuario, largo 6 km, si trovano la città birmana di Kawthaung, conosciuta nel periodo coloniale come Victoria Point, e quella thai di Ranong.
Il fiume si trova nel Parco nazionale Lam Nam Kraburi, che comprende anche alcune isolette situate nella zona dell'estuario e le foreste pluviali tropicali lungo le sue rive. La ricca vegetazione che circonda il fiume comprende diverse specie di mangrovia, tra cui Xylocarpus moluccensis, Xylocarpus granatum, Bruguiera sexangula, Avicennia marina e Sonneratia sp..
Tra le specie animali di quest'area vi sono la tigre, il leopardo nebuloso, l'orso tibetano, la mangusta. Caratteristici del fiume sono alcuni tipi di rane e rospi ma soprattutto il gambero del Kraburi.